# Kellogg, Minnesota
Kellogg är en ort i Wabasha County i Minnesota. Vid 2010 års folkräkning hade Kellogg 456 invånare.